# Humphrey Jervis

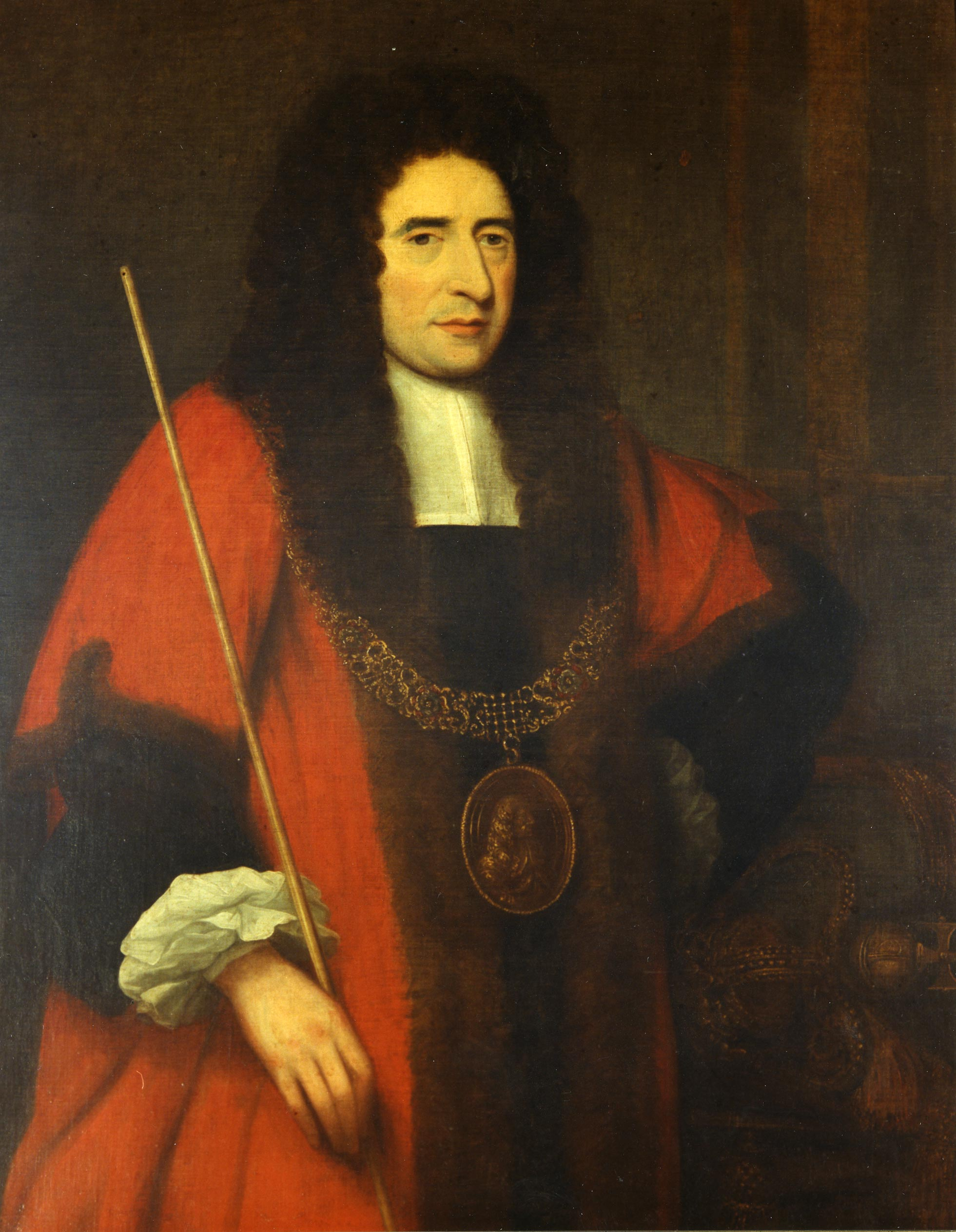
Sir Humphrey Jervis im Ornat des Bürgermeisters von Dublin (1681). Porträt Öl auf Leinwand im Trinity College Dublin.

Sir Humphrey Jervis (* 1630 in Shropshire; † 1707/08) war von 1681 bis 1683, also zur Zeit König Charles II. von England, Bürgermeister von Dublin (Lord Mayor of Dublin) im Königreich Irland.

## Leben
Er wurde als zweiter von drei überlebenden Söhnen in Ollerton in den West Midlands in England geboren. Seine Eltern waren John Jervis und dessen Ehefrau Elizabeth, Tochter und Alleinerbin eines anderen John Jervis aus Chatkyll bei Eccleshall in Staffordshire.
Um das Jahr 1650, also in seinen frühen Zwanzigern, wird er als freier Bürger Dublins erwähnt, der dort in den nächsten Jahrzehnten zum wohlhabenden Kaufmann wurde. Im Jahr 1674 wurde er Sheriff der Stadt und ein Jahr später, 1675, zum Alderman (Ältermann) gewählt. Er engagierte sich für die Stadtentwicklung und war verantwortlich für den Bau eines neuen Vororts am Nordufer der Liffey (Northside). Um diesen mit der dicht besiedelten Altstadt am Südufer (Southside) zu verbinden, sorgte er für den Bau von Straßen und Brücken, darunter die Essex Bridge und die Ormond Bridge. Durch diese Maßnahmen wurde der Norden immer attraktiver und verstärkt zur Wohngegend der Wohlhabenden der Stadt.
Im Jahr 1681 wurde Humphrey Jervis zum Ritter geschlagen und im selben Jahr sowie auch im folgenden Jahr 1682 zum Lord Mayor von Dublin gewählt. Von 1692 bis 1693 saß er als Abgeordneter für Lanesborough im irischen Unterhaus.
Er starb um den Jahreswechsel von 1707 auf 1708 und wurde am 6. Januar 1708 in der St. Mary’s Church in der Dubliner Mary Street beigesetzt.